# Rudi Faßnacht
Rudi Faßnacht, właśc. Rudolf Faßnacht (ur. 28 grudnia 1934 w Neu-Ulm, zm. 25 lipca 2000 w Gonesse) – niemiecki piłkarz grający na pozycji obrońcy, trener.

## Życiorys

### Kariera piłkarska
W czasie kariery piłkarskiej reprezentował barwy klubów: VfB Stuttgart, TSG Ulm 1846, Hannoveru 96 oraz Bayeru Leverkusen.

### Kariera trenerska
Po zakończeniu kariery piłkarskiej rozpoczął karierę trenerską. W marcu 1966 roku zastąpił Hellmuta Meidta na stanowisku trenera występującego w Regionallidze północnej Holsteinu Kiel, w którym w sezonie 1965/1966 był bliski awansu do turnieju barażowego o awans do Bundesligi z 3. miejsca. W klubie pracował do 1968 roku. Następnie w latach 1969–1970 trenował FC Villingen.
Następnie w okresie od 1 lipca 1970 roku do 21 października 1973 roku był trenerem występującego w Bundeslidze MSV Duisburg, z którym w sezonie 1970/1971 zajął 7. miejsce, w sezonie 1971/1972 14. miejsce, natomiast w sezonie 1972/1973 zajął 10. miejsce. Z klubu odszedł dwa dni po porażce – 19 października 1973 roku po porażce 1:3 w meczu domowym z Fortuną Köln, a jego następcą został asystent, Willibert Kremer. Następnie w okresie od 26 listopada 1973 roku do 30 czerwca 1974 roku trenował Arminię Bielefeld, z którą w sezonie 1973/1974 zdobył Puchar Westfalii.
Następnymi klubami w jego karierze trenerskiej były: VfR Heilbronn (1974–1975), dwukrotnie Preußen Münster (10.09.1975–22.02.1977, 13.01.– 30.06.1981), Tennis Borussia Berlin (01.07.–22.12.1977) oraz Fortuna Köln (01.01.1978–31.12.1979).

### Śmierć
Zginął wraz z żoną Sigrid w katastrofie lotu Air France 4590 we francuskim Gonesse.

## Sukcesy

### Trenerskie
Arminia Bielefeld
- Puchar Westfalii: 1974